# ناريات البطن
ناريات البطن أو علاجيم ناريات البطن (الاسم العلمي: Bombinatoridae)، فصيلة علاجيم توجد في أوراسيا. أنواعها مُسطحة الشكل وبعضها شديدة السمية.